# 今江憲
今江 憲（いまえ けん、1987年11月30日 - ）は、日本の男性モデル、俳優、キャラクタープロデューサーである。
京都府出身。オスカープロモーション所属。血液型はO型。芸名である「憲」の名付け親は、演歌歌手の美川憲一。

## 経歴
2012年7月に、脚本家、演出家の池田政之の作品「審査員」で舞台デビュー。
その後は、演歌歌手の山川豊や香西かおりをはじめ、中村美律子、美川憲一、藤あや子、細川たかし、坂本冬美、島津亜矢、コロッケなどが座長を務める商業演劇を中心に活動する。
2015年からは所属事務所をオスカープロモーションに移し、広告モデルをメインに活動している。
また、芸能活動とは別にキャラクターのプロデュース業も行なっており、ラグビー応援キャラクターの「ラガマルくん」やアメフト応援キャラクターの「アメリくん」、卓球応援キャラクターの「キュウキュウ」をプロデュースしている。

## 人物
趣味はラグビー、サックス、美術鑑賞、パソコン。
また、乗馬5級ライセンスを持っている。

## 出演

### 映画
- 2014年4月 鷲と鷹[1]

### CM
- 2018年6月 池田模範堂 ムヒHD
- 2018年9月 楽天オーネット[8][9]